# Hydropsyche salihli
Hydropsyche salihli là một loài Trichoptera trong họ Hydropsychidae. Chúng phân bố ở miền Cổ bắc.